# KkStB 83
Die Dampflokomotiven der Reihe 83 waren Tenderlokomotiven der k.k. Staatsbahnen (kkStb). Die Zweizylinder-Nassdampf-Lokomotiven mit der Achsformel B stammen von unterschiedlichen Privatbahnen,
die verstaatlicht wurden.
Die Fahrbetriebsmittel dieser Privatbahnen wurden im Zuge dieser Verstaatlichung dem kkStB-Nummernschema angepasst.
Die Maschinen mit den Nummern 83.01–02, 11, 16 und 21–26 stammten von der ÖLEG,
die mit den Nummern 83.31–33 von der BLB,
die 83.36–37 von der KTB,
die 83.51 schließlich kam von den Niederösterreichischen Südwestbahnen, wobei die Lokomotiven außer der 83.51 untereinander baugleich waren.

## KkStB 83.01–02, 11, 16 und 21–26 (ÖLEG)
Diese Lokomotiven kamen 1894 von der Österreichischen Lokal-Eisenbahn-Gesellschaft (ÖLEG) zur kkStB.
Bei der ÖLEG hatten sie die Reihenbezeichnung B und die Nummern 101–104 und 109–114.
Drei der Maschinen (101–103) wurden von Krauss in München, die 104 von der Lokomotivfabrik Floridsdorf und die restlichen von Krauss in Linz in den Jahren 1877 bis 1881 geliefert.
Nach dem Ersten Weltkrieg kamen drei Maschinen zur ČSD, die sie als Reihe 200.0 einordnete und bis 1939 ausmusterte.

## KkStB 83.31–33 (BLB)
Diese drei Lokomotiven kamen 1889 von den Bukowinaer Lokalbahnen zur kkStB.
Dort hatten sie die Namen „ALESANI I“, „WASSILKO I“ und „ZIFFER I“.
Sie wurden 1884 von Krauss in Linz geliefert und bereits bis 1902 ausgeschieden.

## KkStB 83.36–37 (KTB)
| KTB „WINDISCHGARSTEN“ / kkStB 83.36–37   | KTB „WINDISCHGARSTEN“ / kkStB 83.36–37   |
| KTB „WINDISCHGARSTEN“ später kkStB 83.37 | KTB „WINDISCHGARSTEN“ später kkStB 83.37 |
| ---------------------------------------- | ---------------------------------------- |

Diese beiden Maschinen kamen ursprünglich von der Kremstalbahn zur kkStB.
Bei der Kremstalbahn hießen sie „KLAUS“ und „WINDISCHGARSTEN“.
Beide Lokomotiven wurden 1887 von Krauss in Linz geliefert,
kamen nach dem Ersten Weltkrieg zur ČSD, wurden jedoch bereits ausgemustert, bevor sie in das Reihenschema der ČSD aufgenommen wurden.

## KkStB 83.51 (NÖSWB)
Die kleine Tenderlokomotive wurde 1879 von Krauss in München geliefert.
Sie zog auf den Linien der NÖSWB einen ebenfalls von dieser Firma gelieferten Doppelstockwagen und bildete damit einen sogenannten Sekundärzug.
Bei den NÖSWB wurde sie mit 1C bezeichnet, nach der Übernahme in das kkStB-Schema mit kkStB 85.01,
sowie schließlich ab 1892 mit kkStB 83.51.
Die Lokomotive wurde bereits 1897 ausgeschieden.

## KkStB 83.61–62 (ÖLEG)
Die beiden Lokomotiven gehörten zur ÖLEG-Reihe A und kamen am 1. Jänner 1894 infolge der Verstaatlichung ihrer Einsatzstrecken zu den kkStB. Dort wurden sie noch im gleichen Jahr ausgemustert, ohne dass sie die neuen Nummern angeschrieben bekamen.